# Byttneria fulva
Byttneria fulva là một loài thực vật có hoa trong họ Cẩm quỳ. Loài này được Poepp. mô tả khoa học đầu tiên năm 1845.